# Argyrargenta
Argyrargenta là một chi bướm đêm thuộc họ Noctuidae.